# Carapanãs
Os carapanãs são um grupo indígena que habita o Noroeste do estado brasileiro do Amazonas, na Área Indígena Alto Rio Negro, Médio Rio Negro I, Yauareté I e Yauareté II, Rio Cuieiras, próximo a Manaus, bem como junto ao médio rio Solimões, nas Áreas Indígenas Méria e Miratu, além em Departamento de Vaupés, Colômbia.

## Centro de Ciências e Saberes Indígenas Karapãna
Os descendentes da etnia karapãna que vivem na cidade de Manaus, uma delas a liderança indígena Maria Alice Paulino Karapãna, iniciou a construção, em 2018, do Centro de Ciências e Saberes Indígenas Karapãna, um museu vivo criado para manter viva a memória de seu povo.
Na inauguração, em 2019, ela destacou que “A importância não é só material, mas também espiritual, familiar, de conhecimento, do que a gente traz ao longo dos anos através do meu pai [Manoel Paulino], e que agora foi passado para nós, para as crianças, nossos filhos e netos. O CCS tem um valor muito maior que o dinheiro, ele tem valor histórico, de luta, identidade, de força, de resistência, de carinho, de afeto, de solidariedade e de partilha com todos. O museu vivo Karapãna traz muitos significados, a gente não consegue só em palavra exprimir tudo, é muito mais do que isso.”